# Corticaria franzi
Corticaria franzi is een keversoort uit de familie schimmelkevers (Latridiidae). De wetenschappelijke naam van de soort werd in 1969 gepubliceerd door Roger Dajoz.